# Samotniak
Samotniak – jeden z grupy Gąsienicowych Stawów, wyschnięty dziś niewielki stawek w Dolinie Gąsienicowej w Tatrach. Znajdował się on w jej zachodniej części zwanej Doliną Zieloną Gąsienicową, w Roztoce Stawiańskiej, w odległości ok. 950 m od schroniska „Murowaniec”, po prawej (północno-zachodniej) stronie szlaku z niego na Kasprowy Wierch. Położony był na wysokości ok. 1620 m n.p.m. Wielka encyklopedia tatrzańska podaje dane stawu: rozmiary ok. 5 × 5 m, powierzchnię 0,002 ha i głębokość ok. 0,5 m. Staw został odkryty dopiero w 1938 r. przez limnologa Przemysława Olszewskiego, który nazwał go Samotniakiem z racji usytuowania w miejscu niewidocznym dla turystów przechodzących pobliską ścieżką. Dziś w miejscu stawu znajduje się bezodpływowe zagłębienie, zarośnięte borówkami i trawą. Być może staw został wysuszony przy okazji budowy nartostrady, podobnie jak sąsiedni jeden z oddalonych o ok. 30 m Dwoiśniaków.

## Szlaki turystyczne
obok Samotniaka przebiega żółty szlak ze schroniska „Murowaniec” na Kasprowy Wierch (1:25 h, ↓ 1:05 h).